# Ejnargletsjer
De Ejnargletsjer is een gletsjer in Nationaal park Noordoost-Groenland in het oosten van Groenland. 
De gletsjer is vernoemd naar poolreiziger Ejnar Mikkelsen.

## Geografie
De gletsjer is zuidoost-noordwest georiënteerd en heeft een lengte van meer dan tien kilometer. Ze takt af van de Budolfi Isstrømgletsjer en de gletsjertong eindigt in een gletsjermeer. Aan de andere van het gletsjermeer mondt de Ponygletsjer uit. Ongeveer 30 kilometer naar het noordwesten ligt de Kursgletsjer en ongeveer 15 kilometer naar het oosten ligt de grote L. Bistrupgletsjer.